# Otago (Provinz)

Otago Province 1853–1861 und 1870–1876

Otago Province 1861–1870

Die Provinz Otago war eine von sechs Provinzen, die 1853 auf Grundlage des zweiten New Zealand Constitution Act als eine eigenständige Verwaltungseinheit in der ehemaligen britischen Kolonie Neuseeland eingerichtet wurde.

## Geographie
Die Provinz Otago war die südlichste Provinz Neuseelands und befand sich im südlichen Drittel der Südinsel von Neuseeland. Die nördliche Grenze der Provinz wurde durch die beiden Flüsse Awarua River im Westen und Waitangi River im Osten, letzterer heute unter dem Namen Waitaki River bekannt, definiert und eine geraden Linie zwischen den beiden Quellen der Flüsse als Grenze gezogen. Die westliche, östlich und südliche Grenzen bildeten die jeweiligen Küstenabschnitte, inklusive der vorgelagerten Inseln, mit  Ausnahme von Stewart Island an der Südküste und die weiter südlich gelegenen Inseln.

## Geschichte
Am 30. Juni 1852 wurde im britischen Parlament das Gesetz „Act to Grant a Representative Constitution to the Colony of New Zealand“ verabschiedet, das in Neuseeland unter New Zealand Constitution Act 1852 bekannt ist. In dem Gesetz wurde die verwaltungstechnische Neuaufteilung der Kolonie Neuseeland in sechs Provinzen geregelt. Die Grenzen der Distrikte sollten per Proklamation durch den Gouverneur Neuseelands festgelegt werden. Das Gesetz legte ferner fest, dass jede Provinz einen Provincial Council (Provinzrat) mit mindestens neun Mitgliedern und einen Superintendent (Leiter, Vorsteher) haben sollte.
Der damalige Gouverneur George Edward Grey proklamierte die gesetzlichen Änderungen am 17. Januar 1853 und mit der öffentlichen Bekanntmachung vom 28. Februar 1853 bekamen die Provinzen Auckland, New Plymouth und Wellington auf der Nordinsel und Nelson, Canterbury und Otago auf der Südinsel, mit den vom Gouverneur proklamierten Grenzen Rechtskraft. Am 5. März 1853 wurden die ersten Wahlen zum Provincial Council abgehalten und von da an alle vier Jahre wiederholt. Zum ersten Superintendenten der Provinz Otago wurde der Mitbegründer der Stadt Dunedin, William Cargill bestimmt. Er hatte die Position bis 1859 inne.
Die nördliche Grenze der Provinz Otago war lange Zeit zwischen Otago und Canterbury strittig, da der obere Lauf des Waitangi River (Waitaki River) zum Zeitpunkt der Proklamation durch den Gouverneur Grey unbekannt war. Nach dreijährigen Verhandlungen wurde die Grenze schließlich entlang des Ōhau River bis zum Lake Ōhau und von dort aus bis zum Mount Aspiring festgelegt.
1861 versuchten separatistische Siedler im Süden Otagos mit Erfolg sich von Otago abzuspalten. So wurde am 25. März 1861 Southland per Order in Council (Rechtsverordnung) von der Provinz Otago abgetrennt und eigenständig, 1870 aber wieder integriert.
Am 12. Oktober 1875 beschloss das britische Parlament mit dem Abolition of Provinces Act (Gesetz für die Abschaffung der Provinzen) das Ende der Verwaltung Neuseeland über Provinzen. Am 1. November 1876 bekam das Gesetz Gesetzeskraft. Abgelöst wurde das Provinz-System durch ein Verwaltungssystem über Boroughs (Gemeinden) und Counties (Landkreise).